# Sirk'i Qullu
De Sirk'i Qullu (ook Serque Qollu, Serkhe Khollu, Serkhe Kkollu) is een berg in de Cordillera Real in de Andes in Bolivia in het departement La Paz, provincie Pedro Domingo Murillo, gemeente (municipio) La Paz.
De naam van de berg is een samenstelling van de Aymara woorden sirk'i (wrat) en qullu (berg): "Wrattenberg".